# Кашперовка (Коростышевский район)
Кашперовка (укр. Кашперівка) — село на Украине, основано в 1921 году, находится в Коростышевском районе Житомирской области.
Население по переписи 2001 года составляет 148 человек. Почтовый индекс — 12515. Телефонный код — 4130. Занимает площадь 0,63 км².

## Адрес местного совета
12515, Житомирская область, Коростышевский р-н, с.Старосельцы